# Фернандо Нороня
 Тази статия е за музиканта Фернандо Нороня.  За архипелга в Бразилия вижте Фернандо де Нороня (архипелаг).  
Фернандо Никхорн Нороня (на португалски: Fernando Noronha) е бразилски блус китарист и композитор, най-известен като фронтмен на групата „Фернандо Нороня и Блек Соул“.

## Биография
Свири професионално от 1995 г. По време на цялата си кариера има възможност да свири и записва с много изпълнители като Б.Б. Кинг, Buddy Guy, Рон Леви, Джеф Хили, Фил Гай, Коко Монтоя, Холанд К. Смит и Чък Бери.
Той е добре известен с „включването“ на тексаския стил не само в начина си на игра, но и в костюма си, използван на сцената. Фернандо Нороня е една от най-наелектризиращите икони на блус китара в Бразилия.
Утвърдил кариерата си преди повече от 20 години, той е известен на световната фолк и блус сцена, като ежегодно изпълнява различни южноамерикански турнета, 10 турнета в Европа и 2 в САЩ и Канада.
От 1995 г. насам е хедлайнер с изцяло бразилската си група във всички големи блус и джаз фестивали по света, включително Монреалския джаз фестивал в Канада, Августис блус фестивала в Хаапсалу, Естония и Международния джаз фестивал в Сантяго де Чили.
За „Фернандо Нороня и Блек Соул“ Б.Б. Кинг казва:
| „ | Чувствам се изключително щастлив и горд, когато видя толкова млада група, която свири блус толкова добре. Б.Б. Кинг | “ |

Той е смятан от уебсайта Heavy Metal Brasil за един от 30-те най-добри бразилски китаристи.

## „Фернандо Нороня и Блек Соул“
Дискография
- „Swamp Blues“ – 1997
- „Heartful of Blues“ – 1999
- „Blues from Hell“ – 2000
- „Live in Europe“ – 2001
- „Changes“ – 2003
- „Bring It“ – 2006
- „Meet Yourself“ – 2010
- „DVD bootleg european tour“ – 2011
- „Time Keeps Rolling“ – 2015

Музиканти
- Фернандо Нороня – китара, вокал
- Лучано Леаеш – кливир
- Рони Мартинес – ударни
- Еду Мейрелес – бас